# 二人の夏 (愛奴の曲)
『二人の夏』（ふたりのなつ）は、1975年5月1日に発売された愛奴の1枚目のシングル。

## 概要
愛奴のデビューシングルでアルバム『愛奴』と同時発売された。
発売前にCBS・ソニー社内で行われた会議では評判がよく、モニターテストを行った際にもほとんどの人が「良い」と答え、「100万枚は売れる」とまで言われたものの、実際は殆んどヒットしなかった。評判の良さを聞いて意気揚々となっていた浜田だったが、いきなり夢を打ち砕かれる格好となった。2000年11月8日に発売されたベスト・アルバム『The History of Shogo Hamada "Since1975"』にも収録され、このベスト盤が100万枚売れたことで浜田は「漸く社内モニターの話と辻褄が合った」と話している。
ジャケットは2種類存在し、2種類目は、1982年に価格改訂にて再発売された時に切り替えられた。

## 音楽性

### 二人の夏
浜田省吾が初めて自作した作品という訳ではなかったが、本人曰く「ビーチ・ボーイズの『サーファー・ガール』のパロディみたいな曲」。神奈川大学の下宿に住んでいた頃「とにかく暑かったので何か涼しい曲でも作ろうかな」と思って作った。バンドメンバーの町支寛二らに聴かせたところ絶賛され、曲作りにも自信が付いたという。
基本的にファルセットで歌う楽曲のため、作っている段階から町支が歌うことを想定していた。浜田は後半のボーカルを担当している。また、曲中挿入される青山徹のギターソロは、ビーチ・ボーイズの「Summer Means New Love」からの引用である。メインヴォーカルは町支寛二と青山徹が担当した。

## 収録曲

### 1975年盤
1. 二人の夏
作詞・作曲：浜田省吾、編曲：愛奴
2. 雨模様
作詞：浜田省吾、作曲：山崎貴生、編曲：愛奴

### 1982年盤
1. 二人の夏
2. 恋の西武新宿線
作詞・作曲：浜田省吾、編曲：愛奴

## カバー
| 曲名     | アーティスト | 収録作品           | 発売日        | 規格品番  | 備考 |
| -------- | ------------ | ------------------ | ------------- | --------- | --- |
| 二人の夏 | 浜田省吾     | 『二人の夏』       | 1987年6月21日 | 07SH-1944 | セルフカバー。 |
| 二人の夏 | 椎名恵       | 『I'm all right』  | 1995年6月7日  | TODT-3512 | |
| 二人の夏 | 山下達郎     | 『世界の果てまで』 | 1995年6月7日  | AMDM-6145 | 1994年に行われた『TATSURO YAMASHITA Sings SUGAR BABE』のライブ音源を収録。 2011年に発売されたアルバム『Ray Of Hope』の初回限定盤ボーナスディスク『Joy 1.5』にも収録されている。 |